# 赤穂鉄道
赤穂鉄道（あこうてつどう）は、かつて日本国有鉄道（国鉄）山陽本線の有年駅から播州赤穂駅（赤穂線の播州赤穂駅とは別駅）までの鉄道路線を運営していた鉄道事業者である。
本項では、主に運営していた鉄道路線について記述する。

## 概要
播磨国（兵庫県西部）の西端にあり、赤穂藩（赤穂事件などで著名）の城下町であった赤穂町（後に赤穂市）は、瀬戸内海に面し、塩田を擁する製塩地としても知られていた。しかし、1890年（明治23年）に山陽鉄道が路線（現在の山陽本線）を山間部に敷設すると鉄道ネットワークから取り残されたため、鉄道を同線の有年駅から町中心部まで敷設しようとする発案が幾度か挙がったが、いずれも予算問題で立ち消えとなっていた。
しかし1910年（明治43年）に軽便鉄道法が公布されたことから、これを契機として軌間762mmの軽便鉄道の敷設が決定され1915年（大正4年）に会社創設、1921年（大正10年）に開業した。
赤穂鉄道は塩の輸送のほか、観光誘致にも積極的で、赤穂周辺においてバス事業も展開した。
戦後、山陽本線相生駅と接続する国鉄赤穂線が開業することになったため、1951年（昭和26年）に廃止となった。
なお、「赤穂」は『和名類聚抄』の「播磨国郡郷考」で「阿加保」と表記されるなど「あかほ」と表記された。1921年（大正10年）に撮影された播州赤穂駅の駅名板の写真には右から左に平仮名で「ばんしうあかほ」とある。

## 路線データ
- 路線距離：有年 - 播州赤穂間12.7km
- 駅数：9
- 軌間：762mm
- 複線区間：なし（全線単線）
- 電化区間：なし（全線非電化）
- 動力：蒸気・内燃

## 運行概要
1950年（昭和25年）11月改正時
- 旅客列車本数：日9往復
- 所要時間：全線44 - 45分

## 沿革
播州赤穂に通じる鉄道としては、4つの構想があった。最初の構想は、1896年（明治29年）に出た播州鉄道の構想で、ほぼ赤穂鉄道のルートで有年に出て、さらに北の上郡を目指したものであったが、軌間の選択でもめて実現しなかった。
続いて明治30年代に赤穂鉄道の構想が打ち出された。これはほぼ現在のJR赤穂線のルートに沿って岡山県側の西大寺まで結ぶものであったが、これも実現しなかった。また1907年（明治40年）には播備鉄道の構想が打ち出され、龍野から姫新線と赤穂線のルートに近い経路で播州赤穂まで結ぶものであったが、これも実現しなかった。
1910年（明治43年）に4番目に打ち出された播美線の計画が、実際に建設された赤穂鉄道へ通じるものとなった。これは上郡からさらに岡山県北部の美作地方までを結ぶものであった。1913年（大正2年）2月8日に軽便鉄道の敷設申請を提出して、すぐに許可を取得した。実際には播美線の計画は縮小されたため、上郡までの建設になった。
1915年（大正4年）5月7日に赤穂鉄道株式会社が発足したが資金的に苦しく、有年以北の上郡までの区間は見送り、また坂越支線も中止して播州赤穂 - 有年間のみを建設することになった。1921年（大正10年）4月14日に開業した。
開業後は赤穂からの塩の輸送が行われ、赤穂の塩をさらに全国に広めて赤穂の産業発展に貢献した。また積極的に観光開発に努め、赤穂義士の史跡などを生かして京阪神方面からの観光客を輸送した。赤穂周辺の住民の生活は赤穂鉄道の開通により大幅に便利になったという。
営業実績の方は当初はふるわず、赤字がしばらく続いた。昭和初期には蒸気機関車に代わってガソリンカーが導入され、列車の増発が行われると共に播州赤穂駅の移転・改築が行われた。業績は次第に上向き、1938年（昭和13年）頃からは配当も行えるようになった。
第二次世界大戦後、年間輸送量が100万人を超えるピークを迎えた。その後は落ち着くが、特に経営に支障はない状態で安定していた。しかし国鉄赤穂線が建設されることになり、これに役割を引き継いで発展的に解消することになった。1951年（昭和26年）12月11日22時に最終列車が播州赤穂駅に到着、翌12月12日から国鉄赤穂線が開業して赤穂鉄道は廃止となった。

### 年表
- 1913年（大正2年）3月28日鉄道免許状下付（赤穂郡塩屋村-同郡坂越村間）[5]
- 1915年（大正4年）5月7日 赤穂鉄道設立[6][7]
- 1921年（大正10年）4月14日 有年駅 - 播州赤穂駅間が開業し、有年、高雄村、坂越、播州赤穂の各駅が開設[8]
- 1925年（大正14年）10月1日 富原、周世、目坂、砂子の各駅が開設[9]
- 1929年（昭和4年）自動車兼業許可[10][11]
- 1951年（昭和26年）12月12日 全線廃止。その後会社解散

## 駅一覧
所在地名などは廃止時点のもの。全駅兵庫県に所在。
| 駅名       | 駅間 営業キロ | 累計 営業キロ | 開設日        | 接続路線・備考                                                             | 所在地                      |
| ---------- | ------------- | ------------- | ------------- | -------------------------------------------------------------------------- | --------------------------- |
| 有年駅     | -             | 0.0           | 1921年4月14日 | 国鉄：山陽本線                                                             | 赤穂郡有年村 （現・赤穂市） |
| 富原駅     | 2.3           | 2.3           | 1925年10月1日 |                                                                            | 赤穂市                      |
| 真殿駅     | 1.5           | 3.8           | 1922年3月29日 | 当初は貨物駅                                                               | 赤穂市                      |
| 周世駅     | 1.9           | 5.7           | 1925年10月1日 |                                                                            | 赤穂市                      |
| 根木駅     | 0.8           | 6.5           | 1921年4月14日 | 1925年9月1日に高雄村駅から改称                                             | 赤穂市                      |
| 目坂駅     | 1.1           | 7.6           | 1925年10月1日 |                                                                            | 赤穂市                      |
| 坂越駅     | 1.8           | 9.4           | 1921年4月14日 |                                                                            | 赤穂市                      |
| 砂子駅     | 0.8           | 10.2          | 1925年10月1日 |                                                                            | 赤穂市                      |
| 播州赤穂駅 | 2.5           | 12.7          | 1921年4月14日 | 赤穂線の播州赤穂駅より南側の位置（現在のウエスト神姫赤穂営業所）にあった。 | 赤穂市                      |

## 輸送・収支実績
| 年度 | 輸送人員（人） | 貨物量（トン） | 営業収入（円） | 営業費（円） | 営業益金（円） | その他益金（円）   | その他損金（円）               | 支払利子（円） | 政府補助金（円） |
| ---- | -------------- | -------------- | -------------- | ------------ | -------------- | ------------------ | ------------------------------ | -------------- | ---------------- |
| 1921 | 93,072         | 1,900          | 42,264         | 27,655       | 14,609         |                    |                                |                |                  |
| 1922 | 189,420        | 5,409          | 77,835         | 54,794       | 23,041         |                    |                                |                |                  |
| 1923 | 190,209        | 15,615         | 88,552         | 62,503       | 26,049         | 減資差益金62,911   | 雑損金53,841                   | 32,902         | 25,254           |
| 1924 | 201,289        | 10,347         | 87,470         | 63,143       | 24,327         |                    | 雑損金7                        | 27,658         | 27,128           |
| 1925 | 229,793        | 14,405         | 92,516         | 68,934       | 23,582         |                    |                                | 24,739         | 28,631           |
| 1926 | 252,416        | 44,374         | 106,991        | 85,371       | 21,620         |                    | 雑損55                         | 21,658         | 27,594           |
| 1927 | 259,452        | 41,448         | 110,447        | 86,598       | 23,849         |                    | 雑損500                        | 19,373         | 26,336           |
| 1928 | 284,582        | 41,632         | 117,033        | 102,229      | 14,804         |                    | 10,833                         | 17,815         | 30,750           |
| 1929 | 257,465        | 60,933         | 110,630        | 92,854       | 17,776         |                    |                                | 14,953         | 33,201           |
| 1930 | 224,461        | 44,308         | 94,748         | 81,023       | 13,725         |                    | 自動車業1,287 雑損償却金2,339  | 9,923          | 35,946           |
| 1931 | 220,294        | 12,787         | 76,023         | 55,749       | 20,274         | 自動車業3,812      | 償却金21,514                   | 9,362          | 17,939           |
| 1932 | 200,783        | 15,201         | 74,241         | 43,469       | 30,772         | 自動車業1,329      | 償却金5,500                    | 7,452          |                  |
| 1933 | 204,558        | 10,769         | 73,109         | 41,699       | 31,410         | 自動車業1,507      | 償却金5,500                    | 6,655          |                  |
| 1934 | 198,033        | 7,683          | 68,845         | 39,476       | 29,369         | 自動車業5,367      | 償却金9,251                    | 5,703          |                  |
| 1935 | 206,168        | 8,048          | 71,281         | 40,647       | 30,634         | 自動車業233        |                                | 5,382          |                  |
| 1936 | 222,726        | 5,492          | 73,795         | 37,725       | 36,070         |                    | 自動車業3,211 償却金7,096      | 4,619          |                  |
| 1937 | 243,681        | 11,762         | 84,617         | 43,605       | 41,012         | 自動車運送業13,213 | 自動車業6,399 雑損償却金10,176 | 3,580          |                  |
| 1939 | 342,217        | 28,329         |                |              |                |                    |                                |                |                  |
| 1941 | 570,216        | 23,992         |                |              |                |                    |                                |                |                  |
| 1945 | 1,117,213      | 33,263         |                |              |                |                    |                                |                |                  |

- 鉄道省鉄道統計資料、鉄道統計資料、鉄道統計、国有鉄道陸運統計各年度版より

## 車両
開業から廃止までの間に、蒸気機関車6両、ディーゼル機関車2両、気動車6両、客車延べ30両、貨車延べ31両が在籍した。

### 蒸気機関車
- 1形(1)
1894年（明治27年）、米ボールドウィン製の車軸配置0-6-0(C)型10トン級サドルタンク機関車。開業時に竜崎鉄道から購入したものである。もとは太田鉄道が開業用に用意したものであるが、軌間を762mmから1,067mmに改めたために、注文流れとなったものである。1936年（昭和11年）に廃車解体。
- 2形（2)
1902年（明治35年）、独クラウス製の車軸配置0-4-0(B)型8.5トン級ウェルタンク機関車。開業時に龍崎鉄道から購入したもので、1940年に廃車解体。
- 3形(3)
1921年（大正10年）、独コッペル製の車軸配置0-6-0(C)型9.3t級ウェルタンク機関車。これも開業用に用意したものだが、自社発注機である。1951年の廃止まで在籍した。後に国有化され、ケ220形となった宇和島鉄道の機関車と同系である。
- 4形(4)
1924年（大正13年）、独コッペル製で、3とはほぼ同形である。後年、サイドタンクを延長している。1951年の廃止まで在籍。
- C1形(13)
1894年（明治27年）、米ボールドウィン製の車軸配置10トン級0-6-0型サドルタンク機関車。1とは同形で、太田鉄道の注文流れ品である。1941年に鉄道省から譲り受けたもので、旧番号はケ600形（ケ600）。1950年まで使用され、走行装置はDLC10形ディーゼル機関車(D102)に使用された。
- C10形(1010)
1942年（昭和17年）、本江機械製の車軸配置0-6-0型10トン級サイドタンク機関車。規格型機関車で、種別は丁C10である。1951年の廃止まで在籍した。赤穂鉄道は、この機関車の同形機を他に2両発注しているが、入線記録はない。これらは、工事用機械（車蒸51, 52）として鉄道省の手に渡っている。

### ディーゼル機関車
- DLC10形（ハ6）
1950年（昭和25年）、森製作所改造によるディーゼル機関車。戦後の機関車不足を補うために、元ガソリンカーの客車ハ6の座席を取り払い、室内にディーゼルエンジンを置いて、ディーゼル機関車としたものである。走行装置は、片ボギーからボギー車となった。当初の計画ではD101に改番する予定であったが、ハ6のまま1951年の廃止まで在籍し、1952年に静岡鉄道に譲渡され、駿遠線で普通の気動車として使用された。
- DLC10形（D102）
1950年（昭和25年）、森製作所製の凸形ディーゼル機関車。13号蒸気機関車の走行装置を使用して、製造されたものである。1951年の廃止まで在籍し、その後は静岡鉄道に譲渡され、駿遠線で使用された。

### 客車
- ロ1、ハ11・12、フハ6 - 8 
開業時に竜崎鉄道から購入したもので契約書には旧番号の記載はなく特別14人乗客車1両、30人乗客車2両、16人乗客車3両の計6両で竜崎鉄道の記録上の保有車両4両（い1、は1・2、はに1）でありのこり2両はよくわからない[14]。ロ1は1925年（大正14年）にハ1に改造された。廃車は6両とも1928年（昭和3年）。

### 車両数の推移
| 年度      | 蒸気機関車 | ガソリンカー | 客車 | 貨車 | 貨車 |
| 年度      | 蒸気機関車 | ガソリンカー | 客車 | 有蓋 | 無蓋 |
| --------- | ---------- | ------------ | ---- | ---- | ---- |
| 1921      | 2          |              | 7    | 2    | 8    |
| 1922      | 3          |              | 8    | 3    | 8    |
| 1923-1924 | 3          |              | 8    | 3    | 12   |
| 1925      | 4          |              | 9    | 4    | 12   |
| 1926      | 4          |              | 10   | 4    | 12   |
| 1927      | 4          |              | 10   | 4    | 18   |
| 1928-1929 | 4          | 2            | 10   | 4    | 18   |
| 1930      | 4          | 3            | 4    | 4    | 24   |
| 1931-1935 | 4          | 5            | 6    | 4    | 24   |
| 1936      | 3          | 5            | 7    | 4    | 24   |
| 1937      | 2          | 6            | 12   | 3    | 18   |